# Emilio Musso
Emilio Musso (Torino, 1890 – Torino, 1973) è stato uno scultore italiano.

## Biografia
È stato allievo di Edoardo Rubino e suo assistente di laboratorio. Realizzò opere d'arte sacra e funeraria, come al cimitero monumentale di Oropa, nonché monumenti commemorativi su temi legati all'identità civica e nazionale. Divenne noto soprattutto in  Piemonte.
Assistente in studio
Giovanni Cantono (Ronco Biellese, 1916 - Torino, 1990)